# El ciruja

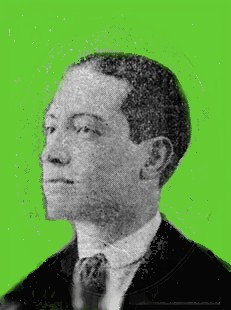
Alfredo Marino, autor de la letra de El ciruja

El ciruja es un tango cuya letra pertenece a Francisco Alfredo Marino en tanto que la música es de Ernesto de la Cruz, que se estrenó en 1926 en el café El Nacional de la ciudad de Buenos Aires. El protagonista es descripto como "hábil para el tajo", esto es para el manejo del cuchillo, y de ahí derivaría su apodo que da nombre al tango.

## Los autores
Alfredo Marino (barrio de Almagro, Buenos Aires, Argentina; 30 de enero de 1904 – Ibidem, 21 de marzo de 1973), cuyo nombre completo era Francisco Alfredo Filiberto Marino fue un guitarrista, cantor, compositor y actor de cine y teatro.  También fue locutor y actor en LR1 Radio El Mundo y llegó a ser por dos años su director artístico. La letra de tango de El ciruja es su obra más conocida.
Ernesto de la Cruz ( Concordia (Entre Ríos), Argentina, 8 de septiembre de 1898) – (Buenos Aires), ídem, 14 de noviembre de 1985 ) fue un músico cuyo nombre completo era Ernesto Natividad de la Cruz que se dedicó al género del tango. Tenía el apodo de Negro, fue bandoneonista, director de su propia orquesta y compositor de tangos, algunos de los cuales tuvieron amplia difusión, pero en especial es recordado como autor de la música de El ciruja.

## Historia
Cuenta Ernesto de la Cruz que estudiaba con el maestro Gilardo Gilardi, quien tenía sobre el piano los libretos de la ópera Urutaú  que estaba terminando y le preguntó qué se hacía primero, la poesía o la música. Gilardi le respondió que en todos los casos el poeta debe escribir primero y el músico después. Por aquella época frecuentaban el café El Nacional los cantores Pablo Eduardo Gómez y Alfredo Marino y, sabiendo que este último escribía, De la Cruz le pidió una letra. Marino le trajo la letra, en lunfardo, que en ese entonces no se estilaba, Gómez le puso el título y De la Cruz la musicalizó. Así nació El ciruja , que Gómez estrenó con la orquesta de De la Cruz en el café el 12 de agosto de 1926 sin que sus autores imaginaran su éxito posterior.
Según Francisco García Jiménez, Marino le apostó a Ernesto de la Cruz que escribiría una letra que sería un muestrario completo de palabras arrabaleras y ahí nació El ciruja.
En cinco meses se vendieron 150.000 ejemplares de partituras y el mismo año lo grabó Carlos Gardel en el sello Odeón, al año siguiente lo hizo Rosita Quiroga para RCA Victor e Ignacio Corsini para Odeón. Otras de las muchas grabaciones fueron de Alfredo de Ángelis con Julio Martel en 1949, la orquesta de Francini-Pontier con Julio Sosa en 1950, Edmundo Rivero con orquesta para el sello TK en 1958, Mariano Mores con la voz de Néstor Fabián en 1963.

## Valoración
José Gobello escribió que El ciruja era, junto a La gayola y Barajando, “los últimos tangos malandras” y que “…en la última estrofa Marino logra el verso más perfecto que haya enriquecido jamás la literatura tanguística, “campaneando un cacho ‘e sol en la vedera…”. La miseria física, la desmoralización, no han logrado nunca expresarse de modo tan elocuente”.
Por su parte Horacio Salas dijo que era “la cumbre de los tangos lunfardos. Los versos condensan una historia desoladora, un camino sin esperanzas, necesariamente escéptico, resignado y Meri Franco-Lao escribió que es “un tango antológico como lunfardo, con una intransferible poesía en los últimos versos”.

## Vocabulario
- Arrabal: suburbio, afueras de la zona céntrica.
- Bulín, bulincito: habitación o departamento pequeño de soltero.
- Burros (los):  caballos de carrera.
- Cafiolo: cafisho, proxeneta.
- Ciruja: apócope de “cirujano”. Ironizando acerca del palo con un pinche en la punta usado en esa tarea, es quien busca restos aprovechables en los basurales o vertederos.
- Diquero: ostentoso.
- Engrupida: creída.
- Escolaso, escolasear: jugar por dinero.
- Garufa: juerga, fiesta.
- Gayola: cárcel.
- Guita: dinero.
- Junando: mirando.
- Laburo: trabajo.
- Lancear: robar extrayendo los objetos de la ropa sin que la víctima se dé cuenta. Es la labor del carterista.
- Manyamiento: reconocimiento policial. Así se denominaba al acto de hacer desfilar en el patio del Departamento de Policía a ladrones conocidos para que los policías que estaban presentes los reconocieran en el futuro, que se hacía en una época.
- Mechera: Mujer que se dedicaba a hurtar en tiendas, mediante el descuidismo.
- Metejón: pasión por algo o por alguien (amorosa o de otra índole).
- Mina: Mujer.
- Minga: nada.
- Mosaico: Moza (Ya Alberto Vacarezza había usado el vocablo con este significado en Tu cuna fue un conventillo.
- Punga: acción de robar con disimulo, lancear.
- Quemera: 1) equivalente femenino del linyera, persona que busca sustento entre los residuos. 2) De "quemar" (vender un bien a valor inferior al real) deriva "quemero": Reducidor de objetos robados.
- Shacar: estafar, sacar con engaño.
- Solfear: robar.
- Tira: policía.
- Yugar: trabajar.
- Vidalita: joven atractivo, de vida fácil, proxeneta.[9][10][11]

## La censura
Luego de la Revolución del 43, el gobierno militar inició una campaña para suprimir el lenguaje lunfardo, como así también cualquier referencia a la embriaguez o expresiones que en forma arbitraria eran consideradas inmorales o negativas para el idioma o para el país. Marino reescribió la letra para que se permita su difusión. La nueva versión aprobada en agosto de 1948 modifica completamente el sentido de la poesía y se convierte en un texto anodino e insostenible.
Veamos como ejemplo la segunda estrofa original:  
Recordaba aquellas horas de garufa
cuando minga de laburo se pasaba,
meta punguia, al codillo escolaseaba
y en los burros se ligaba un metejón;
cuando no era tan junao por los tiras,
la lanceaba sin tener el manyamiento,
una mina le solfeaba todo el vento
y jugó con su pasión.
La  nueva segunda estrofa es la siguiente:
Vos que has sido catedrático en el hampa
vos que has sido semidiós entre el chusmaje
respetado entre la flor del sabalaje
por tu estampa de buen mozo y de cantor,
revivís en estas horas de añoranza
el recuerdo de una época pasada
que por taura y por noble es respetada
con cariño y devoción.
En 1949 directivos de Sadaic le solicitaron al administrador de Correos y Telecomunicaciones en una entrevista que se las anularan, pero sin resultado. Obtuvieron entonces una audiencia con Juan Domingo Perón, electo presidente por votaciones en 1946, que se realizó el 25 de marzo de 1949. Perón, quien afirmó que ignoraba la existencia de esas directivas, las dejó inmediatamente sin efecto. El ciruja al igual que otros muchos tangos pudo volver a su nombre y letra anteriores si bien por temor de los músicos algunas piezas, como el tango Al pie de la Santa Cruz y la Milonga del 900, siguieron ejecutándose con modificaciones en las partes a las que se podía asignar contenido político.